# Língua wayuu
A língua wayuu (em wayuu: wayuunaiki), também chamada língua guajira ou goajira, é falada por 305 mil indígenas do povo wayuu, localizado na  península de La Guajira, entre a   Venezuela e  a Colômbia .
O wayuu faz parte da família linguística maipurana, predominante em muitas partes do Caribe. Há pequenas diferenças entre os diversos dialetos  dependendo da região  onde vivem seus falantes.

## Falantes
A maioria dos indígenas das novas gerações fala fluentemente o espanhol, mas entende a importância de preservar sua língua nativa.
Para promover a integração cultural e educação bilíngue entre os wayuus e os demais colombianos, o Centro Etnoeducativo Kamusuchiwo’u criou  o primeiro dicionário  ilustrado  wayuunaiki-espanhol.
Na Venezuela, foi criado um jornal em wayuunaiki.

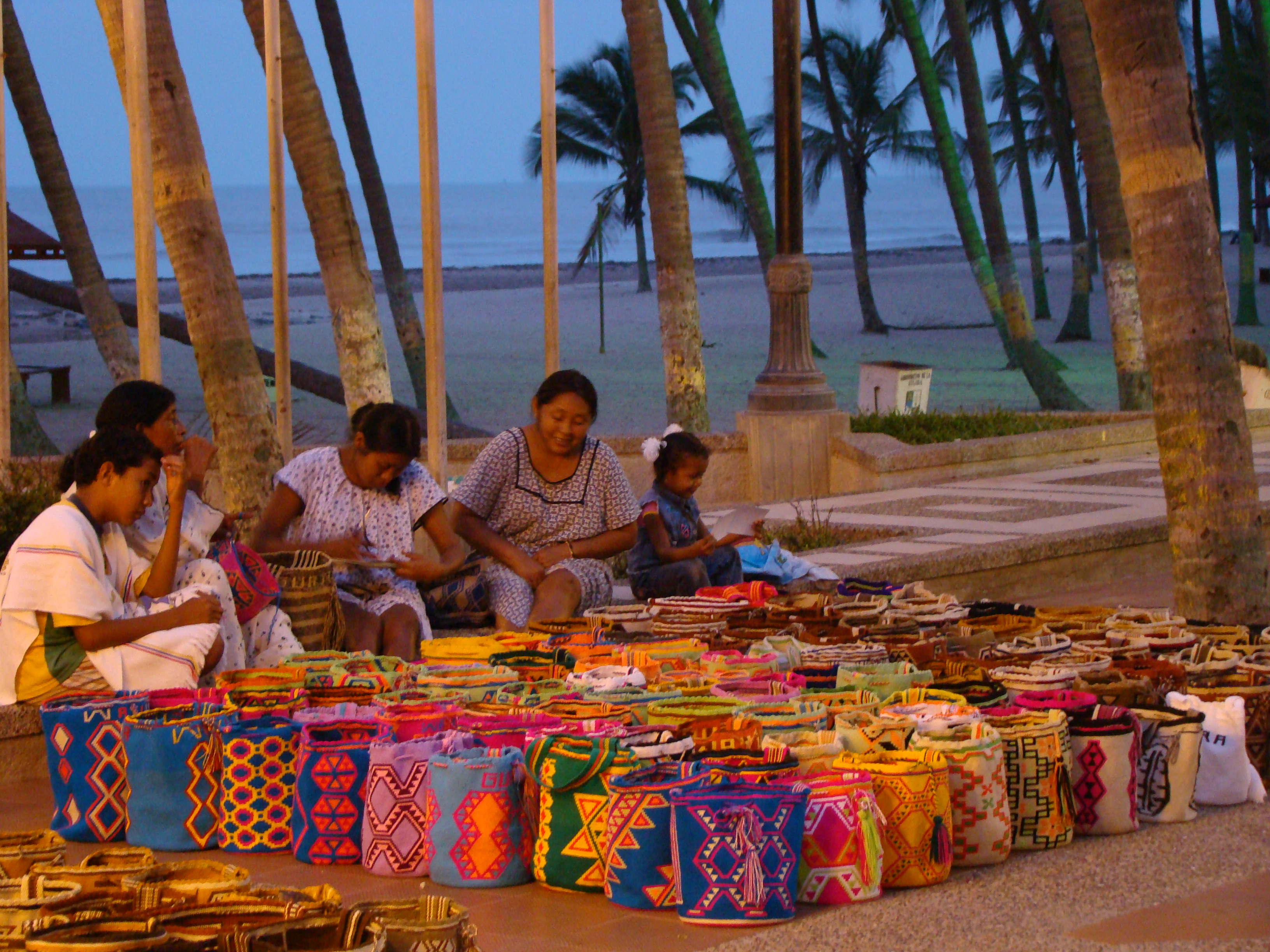
Indígenas Wayuu, produzem mochilas em Camellón de Riohacha, na Colômbia.

Menos de 1% dos falantes de wayuu são alfabetizados nessa língua, mas 5 a 15% lêem e escrevem em espanhol. São 105 mil falantes na Colômbia e 170 mil na Venezuela. 

## Fonologia

### Vogais
|         | Frontal | Central | Posterior |
| ------- | ------- | ------- | --------- |
| Fechada | i [i]   | ü [ɯ]   | u [u]     |
| Média   | e [ɛ]   |         | o [ɔ]     |
| Aberta  |         | a [a]   |           |

Nota: "e" e "o" são bem abertos. "a" fica um pouco mais a frente da posição central e o "ü" fica um pouco mais atrás.

### Consoantes
|                   | Labial | Alveolar | Palatal | Velar | Glotal |
| ----------------- | ------ | -------- | ------- | ----- | ------ |
| Nasal             | m [m]  | n [n]    | ñ [ɲ]   |       |        |
| Plosiva           | p [p]  | t [t̪]    | ch [tʃ] | k [k] | ' [ʔ]  |
| Fricativa         |        | s [s]    | sh [ʃ]  |       | j [h]  |
| Flepe lateral     |        | l [ɺ]    |         |       |        |
| Vibrante múltipla |        | r [r]    |         |       |        |
| Aproximante       | w [w]  |          | y [j]   |       |        |

"l" é uma lateral “flap” pronunciada com a língua um pouco atrás da posição do "r" espanhol, com mais fluxo de ar lateral.